# Federação Mundial de Badminton
A Federação Mundial de Badminton (BWF) é a entidade reconhecida pelo Comité Olímpico Internacional para administrar o badminton a nível mundial. Fundada em 1934 como Federação Internacional de Badminton com nove membros (Canadá, Dinamarca, Inglaterra, França, Irlanda, Países Baixos, Nova Zelândia, Escócia e País de Gales), a BWF cresceu e tem atualmente 176 membros em todo o mundo. Em 24 de setembro de 2006, numa Assembleia Extraordinária em Madri, a entidade decidiu pela mudança de nome.
A sede da federação se localizava em Cheltenham, Inglaterra. Desde 1 de outubro de 2005, se localiza em Kuala Lumpur, Malásia. O atual presidente é Poul-Erik Høyer Larsen.

## Confederações continentais
As cinco entidades continentais filiadas à BWF são:

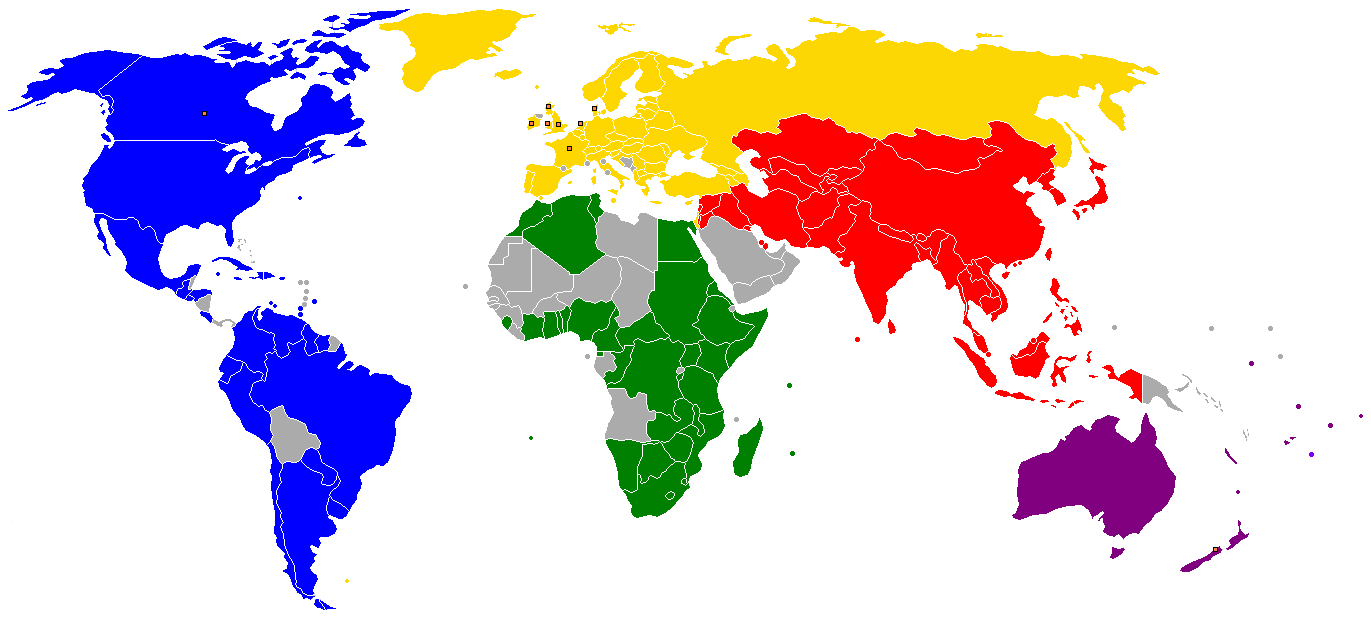
Mapa com as cinco federações continentais

| Cor   | Região  | Confederação                        | Sigla | Membros |
| ----- | ------- | ----------------------------------- | ----- | ------- |
|       | Ásia    | Confederação Asiática de Badminton  | BAC   | 41      |
|       | Europa  | Confederação de Badminton da Europa | BE    | 51      |
|       | América | Badminton Pan Am                    | BPA   | 33      |
|       | África  | Confederação Africana de Badminton  | BCA   | 37      |
|       | Oceania | Badminton Oceania                   | BO    | 14      |
| Total | Total   | Total                               | Total | 176     |

## Presidentes
| #  | Anos        | Nome                   | País          |
| -- | ----------- | ---------------------- | ------------- |
| 1  | 1934 – 1955 | George Alan Thomas     | Reino Unido   |
| 2  | 1955 – 1957 | J. Plunkett-Dillon     | Irlanda       |
| 3  | 1957 – 1959 | R. Bruce Hay           | Reino Unido   |
| 4  | 1959 – 1961 | A. C. J. van Vossen    | Países Baixos |
| 5  | 1961 – 1963 | J. D. M. McCallum      | Irlanda       |
| 6  | 1963 – 1965 | N. P. Kristensen       | Dinamarca     |
| 7  | 1965 – 1969 | D. L. Bloomer          | Reino Unido   |
| 8  | 1969 – 1971 | H. F. Chilton          | Reino Unido   |
| 9  | 1971 – 1974 | Ferry A. Sonneville    | Indonésia     |
| 10 | 1974 – 1976 | S. Wyatt               | Reino Unido   |
| 11 | 1976 – 1981 | S. Mohlin              | Suécia        |
| 12 | 1981 – 1984 | Craig Reedie           | Reino Unido   |
| 13 | 1984 – 1986 | P. E. Nielsen          | Dinamarca     |
| 14 | 1986 – 1990 | I. D. Palmer           | Nova Zelândia |
| 15 | 1990 – 1993 | A. E. Jones            | Reino Unido   |
| 16 | 1993 – 2001 | Lu Shengrong           | China         |
| 17 | 2001 – 2005 | Korn Dabbaransi        | Tailândia     |
| 18 | 2005 – 2013 | Kang Young-Joong       | Coreia do Sul |
| 19 | 2013–       | Poul-Erik Høyer Larsen | Dinamarca     |

## Torneios
A BWF organiza regularmente seis torneios internacionais:
- Jogos Olímpicos, em parceria com o COI
- Mundial
- Mundial Junior
- Copa Thomas
- Copa Uber
- Copa Sudirman